# Bataille de Beroia
Guerres byzantino-petchénègues
Batailles
Bataille de la colline de Lebounion - Bataille de Beroia
La bataille de Beroia (aujourd'hui Stara Zagora) oppose les Petchénègues à l'empereur byzantin Jean II Comnène en 1122 dans l'actuelle Bulgarie. Cette bataille marque la disparition du peuple petchénègue en tant que force indépendante.

## Contexte
En 1091, les Petchénègues envahissent l'Empire byzantin mais sont écrasés par Alexis Ier Comnène lors de la bataille de la colline de Lebounion. Cette défaite entraîne la quasi-disparition de l'ensemble des Petchénègues ayant pris part à l'expédition. Toutefois, certains groupes petchénègues ne sont pas impliqués dans celle-ci. Ils sont de nouveau attaqués en 1094 par les Coumans. Beaucoup des Petchénègues survivants sont massacrés ou absorbés. Même après cela, quelques groupes continuent d'être indépendants.
En 1122, les Petchénègues des steppes russes envahissent l'Empire byzantin en franchissant le Danube qui marque la frontière de l'empire. Selon Michael Angold, il est possible que cette invasion se fasse de connivence avec Vladimir II Monomaque, le Grand prince de Kiev, étant donné que les Petchénègues ont été une fois ses auxiliaires. Il est mentionné que les survivants des peuplades ouzes et petchénègues ont été expulsées de la Rus' de Kiev en 1121. L'invasion est une sérieuse menace envers le contrôle byzantin sur le nord des Balkans. L'empereur Jean II Comnène est déterminé à rencontrer les envahisseurs sur le champ de bataille et à les repousser. Il fait passer son armée de campagne de l'Asie Mineure (où il combat les Seldjoukides) à l'Europe et se prépare à marcher vers le nord.

## La bataille

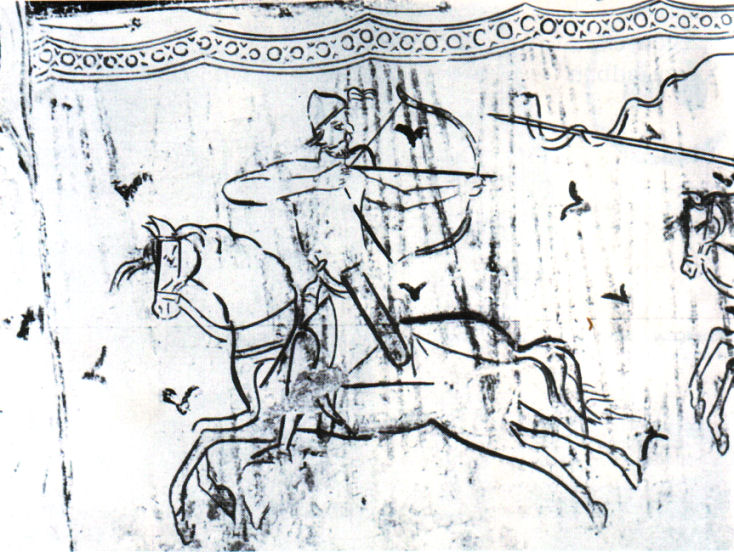
Archer à cheval en action. Illustration italienne du X.

L'empereur byzantin rassemble ses forces près de Constantinople et part à la rencontre de l'armée petchénègue le plus rapidement possible. Dans le même temps, les Petchénègues ont traversé les montagnes du Grand Balkan et campent près de la cité de Béroia en Thrace. L'empereur offre d'abord des cadeaux aux chefs petchénègues ainsi que l'assurance d'un traité qui soit favorable à leurs intérêts. Les Petchénègues tombent dans le piège de cette ruse et de fait, sont pris par surprise quand les Byzantins lancent soudainement une attaque majeure contre leur wagenburg. Les Petchénègues combattent en lançant des vagues d'archers à cheval tirant continuellement. Ils s'appuient sur leur wagenburg comme point de ralliement et dépôt de flèches ainsi que comme ultime position défensive. La bataille est rude et Jean est blessé à la jambe par une flèche. Toutefois, les Byzantins parviennent à contraindre les Petchénègues au repli et les encerclent dans leur wagenburg. Cette position défensive s'avère efficace et il faut l'intervention de la garde varangienne, l'infanterie lourde d'élite de l'armée byzantine (forte d'à peu près 500 hommes), pour que la défense adverse soit percée. Les Varègues, armés de leurs haches danoises caractéristiques, taillent leur voie à travers le cercle de véhicules petchénègue ce qui entraîne l'effondrement de la position petchénègue et leur déroute. La victoire byzantine est complète et les survivants petchénègues sont faits prisonniers et enrôlés dans l'armée byzantine.

## Conséquences
La victoire byzantine annihile les Petchénègues en tant que force indépendante. Pour un certain temps, des communautés significatives de Petchénègues persistent en Hongrie mais finalement, ils finissent par disparaître en tant que peuple distinct et sont assimilés par les peuples voisins comme les Bulgares ou les Magyars. Pour les Byzantins, la victoire n'entraîne pas immédiatement la paix car les Hongrois attaquent Branitshevo en 1128, l'avant-poste byzantin sur le Danube. Cependant, la victoire sur les Petchénègues puis plus tard sur les Hongrois, leur assure le maintien du contrôle sur la majorité de la péninsule balkanique. Cela permet en retour à Jean de se concentrer sur l'extension du pouvoir et de l'influence byzantine en Asie Mineure et en Terre sainte.